# Hodu József
Hodu József (Budapest, 1950. július 28. –) magyar színész.

## Életpályája
1975-től a 25. Színház Stúdiójában kezdett színészettel foglalkozni. 1978-tól színészi pályája is ebben a színházban indult. 1980-tól a Békés Megyei Jókai Színházhoz szerződött. 1986-tól két évadot a győri Kisfaludy Színházban töltött. 1988-tól ismét Békéscsabán játszik, azóta a Békéscsabai Jókai Színház művésze. Korábban tanítással is foglalkozott, vizsgaelőadásokat is rendezett. Gyermekei Hodu Krisztina, Hodu Nóra és Hodu Péter színész. Unokái Dénes Milán és Galkó Kata filmrendező, producer.

## Fontosabb színházi szerepei
- William Shakespeare: Tévedések vígjátéka... Syracusai Dromio
- William Shakespeare: Lear király... Edgar
- William Shakespeare: Szentivánéji álom... Lysander
- William Shakespeare: Sok hűhó semmiért... Claudio
- William Shakespeare: Hamlet... Polonius
- William Shakespeare: Rómeó és Júlia... Montague
- William Shakespeare: Lóvátett lovagok... Holofernes (iskolamester)
- John Steinbeck: Egerek és emberek... Lennie
- Móricz Zsigmond – Kocsák Tibor – Miklós Tibor: Légy jó mindhalálig... Valkay
- Iszaak Oszipovics Dunajevszkij: Szabad szél... Foma
- Eisemann Mihály: Bástyasétány 77... Dona Rudi
- Gárdonyi Géza: A bor... Baracs Matyi
- Szigligeti Ede: Liliomfi... Gyuri pincér
- Németh László: Bodnárné... Bodnár Péter
- Molière: Dandin György... Klitander
- Vaszary Gábor: Bubus... Gáspár
- Brandon Thomas: Charley nénje... Charley Wykeham; Lord Babberley
- Jókai Mór – Hevesi Sándor – Kardos G. György: A kőszívű ember fiai... Ödön
- Nyirő József: Jézusfaragó ember... Éltes Dávid
- Franz Arnold – Ernst Bach: Apa csak egy van... dr Moritz Mohr
- Peter Buckman: A zenekar – "...Most mind együtt"... William (korábban színházi zenekari tag)
- Kaló Flórián: Négyen éjfélkor... Lajos
- Victor Hugo: A királyasszony lovagja... De Camporeal gróf
- Vörösmarty Mihály: Csongor és Tünde... Fejedelem (vándor)
- Verebes István: Senki sem tökéletes avagy nincs, aki hűvösen szereti... Oszgud
- Várkonyi András: Szupermancs... Apa, Szupermancs
- Szente Béla – Gulyás Levente: Rigócsőr király... XII. Boldizsár (kassai király, Ibolyka apja)
- Szente Béla – Gulyás Levente: A kolozsvári bíró... Kolozsvári bíró
- Lillian Hellman: Könyörtelenek (The little foxes)... Charles Hubbard
- Neil Simon: Pletyka... Welch (rendőr őrmester)
- Neil Simon: Mezítláb a parkban... Áruházi kihordó
- Dobozy Imre: A tizedes meg a többiek... Suhajda
- Charles Aznavour: Éljen az élet!... Miguel
- Sütő András: Egy lócsiszár virágvasárnapja... Tronkai Vencel báró
- Henrik Ibsen: Solness építőmester... Herdal (háziorvos)
- Bartus Gyula: Életek árán... Kis Szaléz
- Bertolt Brecht: Állítsátok meg Arturo Uit!... Emanuele Giri (gengszter)
- Heltai Jenő: Naftalin... Dr. Csapláros Károly
- Paul Foster: I. Erzsébet... Fülöp (spanyol király, Isten, a hóhér, egy spanyol hajó)
- Békés Pál: Egy kis térzene... Zucher úr
- Robert Thomas – Jack Popplewell: A hölgy fecseg és nyomoz... Henri Grandin
- Arisztophanész: Lüzisztraté... Philurgosz (vén)
- Stendhal: Vörös és fekete... De La Mole márki
- Czakó Gábor – Gulyás Levente: Disznójáték... Cornwall úr
- Elton John – Tim Rice – Linda Woolverton: Aida... Amonasro (Núbia királya)
- Nyikolaj Vasziljevics Gogol: Háztűznéző... Galuska (gondnok)
- Móra Ferenc – Zalán Tibor: A rab ember fiai... Hajdár basa
- Molnár Ferenc: Liliom... Dr. Reich
- Fazekas Mihály – Zalán Tibor: Lúdas Matyi... Döbrögi
- Tahir Mujičić – Boris Senker – Nino Škrabe: Trenk, avagy a vad báró... Poslušny (Pavao pandúr - a báró tisztiszolgája)
- Dale Wassermann – Joe Darion – Mitch Leigh: La Mancha lovagja... Kapitány
- Alan Jay Lerner – Frederick Loewe: My fair lady... George, kocsmáros
- Boldizsár Miklós – Szörényi Levente – Bródy János: István, a király... Pázmány, német lovag
- Mikszáth Kálmán: Szent Péter esernyője... Gregorics Gáspár
- E. T. A. Hoffmann – Szomor György – Valla Attila – Szurdi Miklós: Diótörő és Egérkirály... Pocakos, Konrád, Kalóz, Orvos
- Hedry Mária: A bűvös patkó... Szarvas
- Maurice Hennequin – Pierre Veber: Törvénytelen randevú... Bouquet des Ifs, vizsgálóbíró
- Alan Alexander Milne: Micimackó... Bagoly
- Pozsgai Zsolt: A Szellemúrnő (Ábránfy Katalin)... Szultán követe
- Szabó Magda: Születésnap... Öreg Varjas, Varjas Miki apja
- George Bernard Shaw – Alan Jay Lerner – Frederick Loewe: My fair lady... George, kocsmáros
- Szente Béla: Szárnyad árnyékában... Oravecz Mihály
- David Yazbek: Alul semmi... Marty, munkanélküli gyári munkás
- Koltay Gergely – Szűts István: A Megfeszített... Tanítvány
- Ken Kesey – Dale Wasserman: Kakukkfészek... Ellis

## Filmek, tv
- Legbátrabb gyávák
- A téglafal mögött (1980)
- Hagymácska (1982)
- Három szabólegények (1982)
- Tizenhat város tizenhat leánya (1983)
- Sztyepancsikovo falu és lakói (1986)
- Szigorú idők (1988)
- Margarétás dal (1989)
- Nyirő József: Jézusfaragó ember (színházi előadás tv-felvétele, 1993)
- Devictus Vincit (1994)
- A vád (1996)
- Hello Doki (TV Series)

Nem érdemes meghalni című rész (1996)
A pék felesége című rész (1996)

## Rendezéseiből
- Vandenbergeche: Fiúk, lányok, kutyák
- Albee: Kényes egyensúly